# Pilocereus haworthii
Pilocereus haworthii là một loài thực vật có hoa trong họ Cactaceae. Loài này được (Spreng.) Console miêu tả khoa học đầu tiên năm 1862.